# Études vétérinaires en France
Pour un article plus général, voir Vétérinaire (France).
Les études vétérinaires en France sont assurées par cinq grandes écoles spécialisées, les quatre écoles nationales vétérinaires (ENVF) d'Alfort (à Maisons-Alfort, près de Paris), de Lyon (à Marcy-l'Étoile), de Nantes et de Toulouse, ainsi qu'une école privée située à Rouen.
Les études, d'une durée minimale de six ans après le baccalauréat (selon le parcours suivi), s'achèvent par la soutenance d'une thèse d'exercice donnant droit au diplôme d'État de docteur vétérinaire. Ce diplôme n'ouvre pas au grade de doctorat et n'équivaut pas au doctorat (Ph.D. dans le monde anglo-saxon).
Le cursus commence souvent par deux années d'études scientifiques à la fin desquelles les étudiants passent un des concours nationaux permettant l'entrée dans une école vétérinaire, où les études se poursuivent ensuite sur cinq ans. Il est également possible d'intégrer directement une école vétérinaire après le baccalauréat. Dans ce cas, les études durent 6 ans.
La France a été le premier pays où l'enseignement de la médecine vétérinaire s'est institutionnalisé, à travers la création de la première école vétérinaire à Lyon en 1761.

## Histoire

### XVIIIesiècle

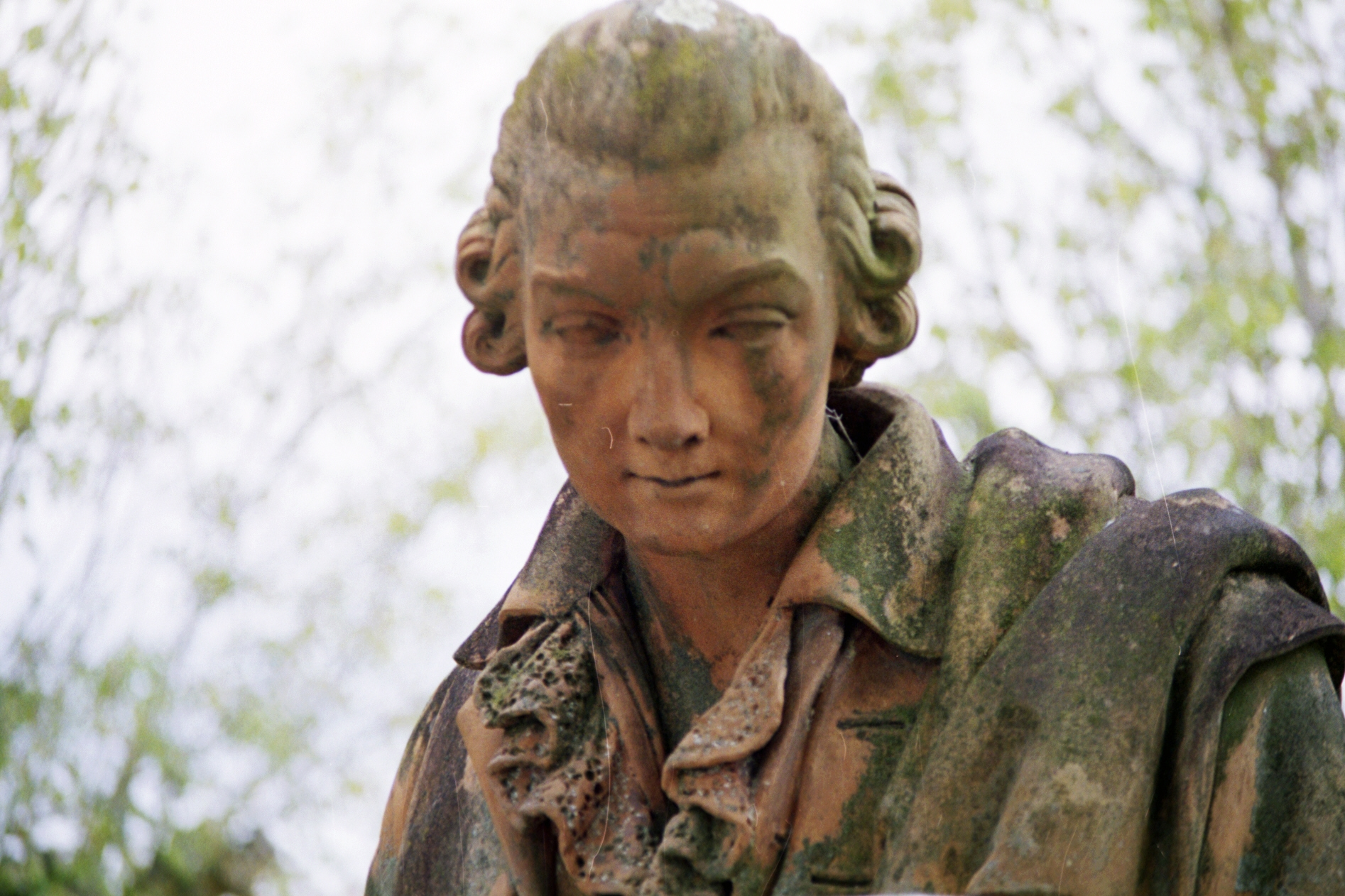
Claude Bourgelat, précurseur de l'enseignement vétérinaire en France.

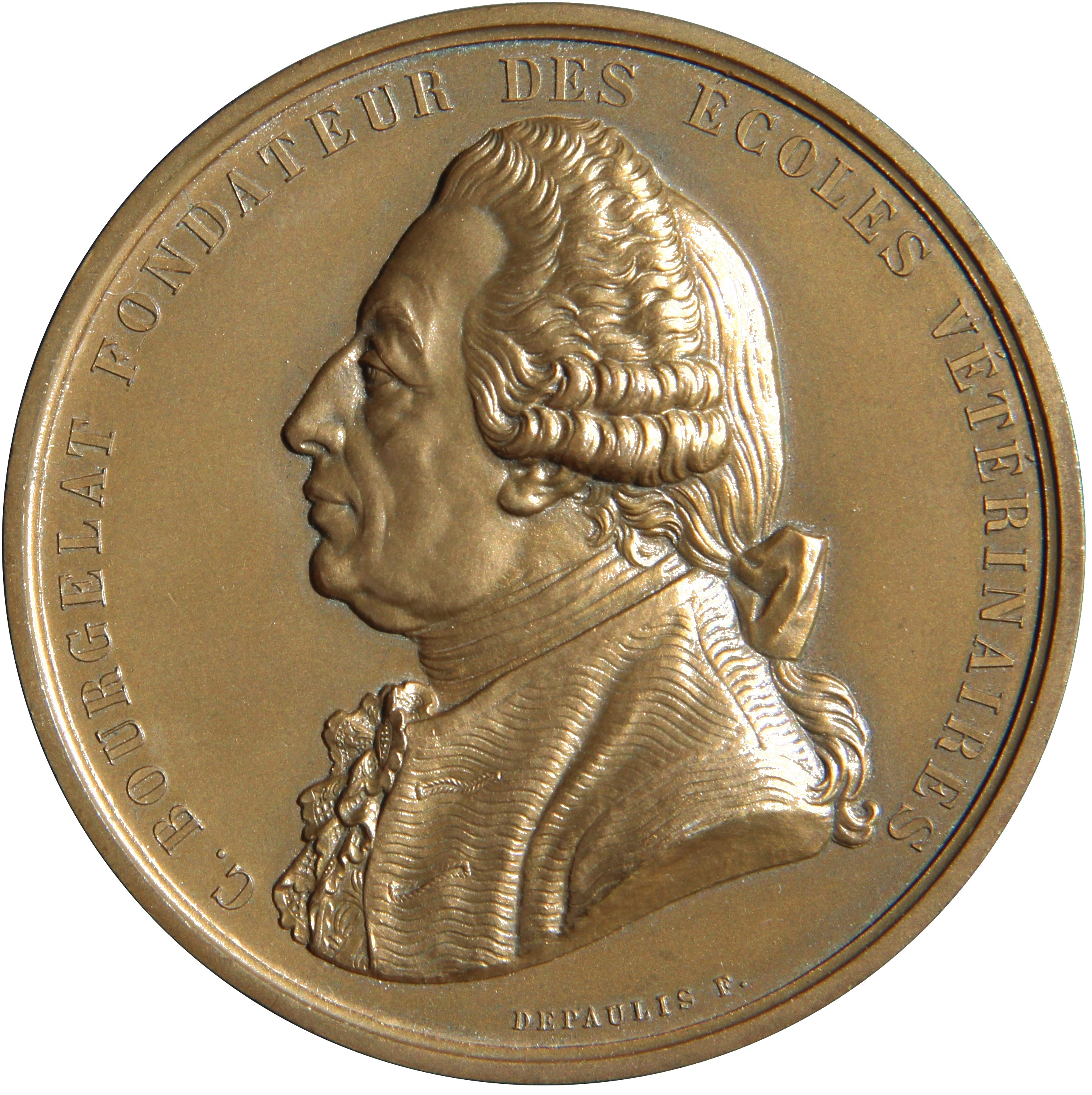
Médaille à l'effigie de Claude Bourgelat par Alexis-Joseph Depaulis.

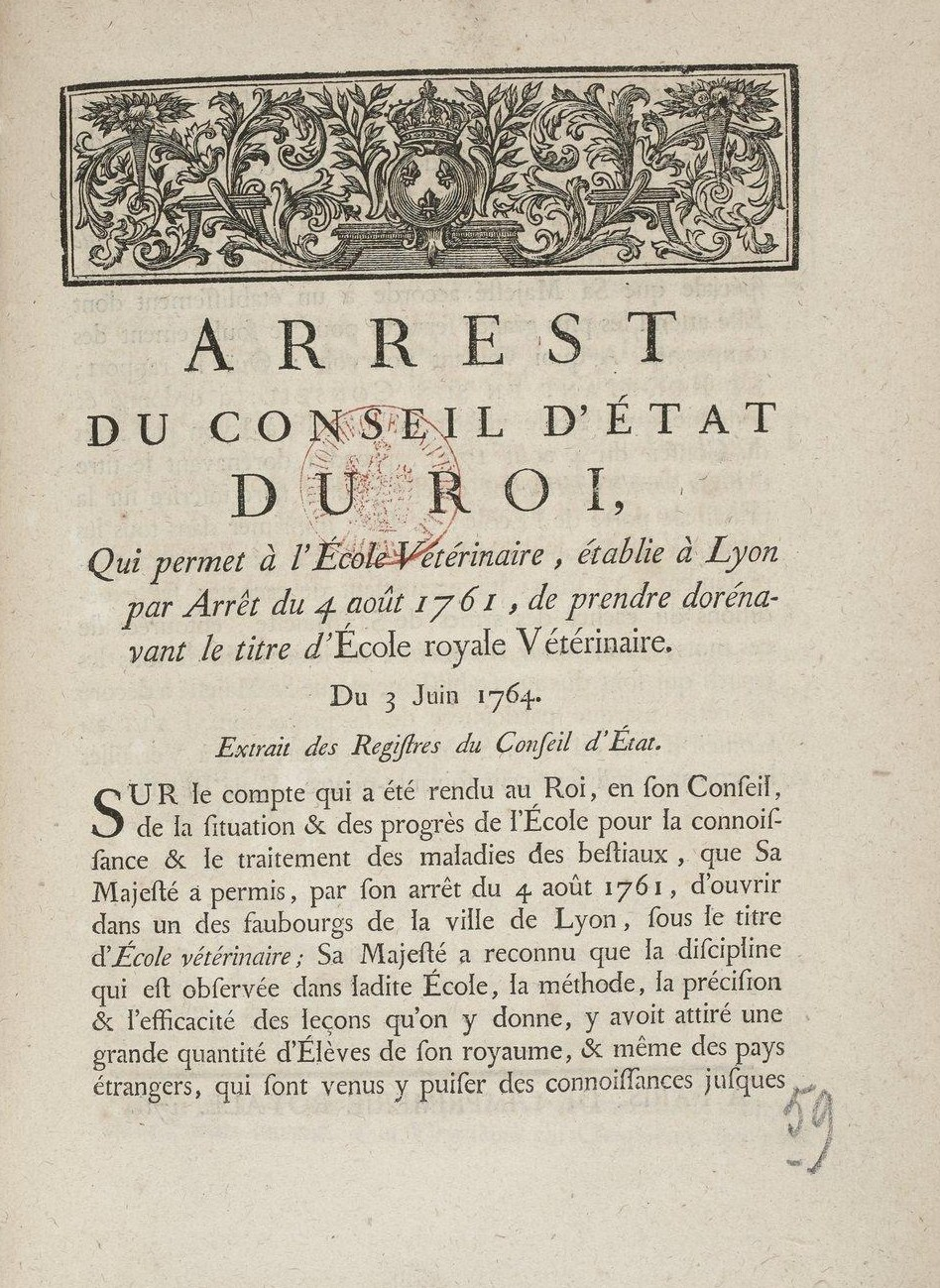
Arrêt du conseil d'état qui permet à l'école vétérinaire, établie à Lyon par arrêt du 4 août 1761, de prendre dorénavant le titre d'Ecole royale vétérinaire

Claude Bourgelat est considéré comme le fondateur de la médecine vétérinaire scientifique en France et dans le monde. Par sa volonté de fournir une instruction aux maréchaux, qui étaient jusqu'à cette époque les seuls à traiter les maladies des animaux domestiques, il est à l'origine de la formation des vétérinaires en France.
Il impulse la création de l'école vétérinaire de Lyon grâce à un arrêt du Conseil d'État du roi Louis XV du 4 août 1761, école qui est inaugurée le 10 janvier 1762. C'est le premier établissement d'enseignement de médecine vétérinaire au monde. Le recrutement se faisait alors par des campagnes publicitaires organisées par les intendants. Les étudiants venaient de différents pays d'Europe et étaient environ 30. Louis XV lui donne en juin 1764 le titre d'« école royale vétérinaire » via un nouveau décret, en raison des services rendus à l'agriculture pendant l'épisode de peste bovine.
Bourgelat est également à l'origine de la création de l'école royale vétérinaire d'Alfort en 1765, il en devient d'ailleurs le premier directeur. Initialement installée dans des locaux provisoires au nord de Paris, elle est déplacée dans le château d'Alfort en 1766, où elle demeure encore.
Une troisième école vétérinaire voit le jour à Limoges en 1766, sous l'impulsion de l'intendant Turgot, mais ferme en 1768.
À la suite d'une demande du département de l'Isère, l'abbé Grégoire propose à la Convention nationale le 4 octobre 1793 d'instituer dans chaque département « une maison d'économie rurale, qui sera consacrée aux expériences propres à accélérer les progrès de l'agriculture ». Ces projets n'aboutissent pas. En revanche, les écoles vétérinaires sont maintenues et réformées par le décret du 18 avril 1795 (29 germinal an III).
La loi du 18 avril 1795 institue deux écoles d'économie rurale vétérinaire, celle de Lyon et celle de Versailles.

### XIXesiècle

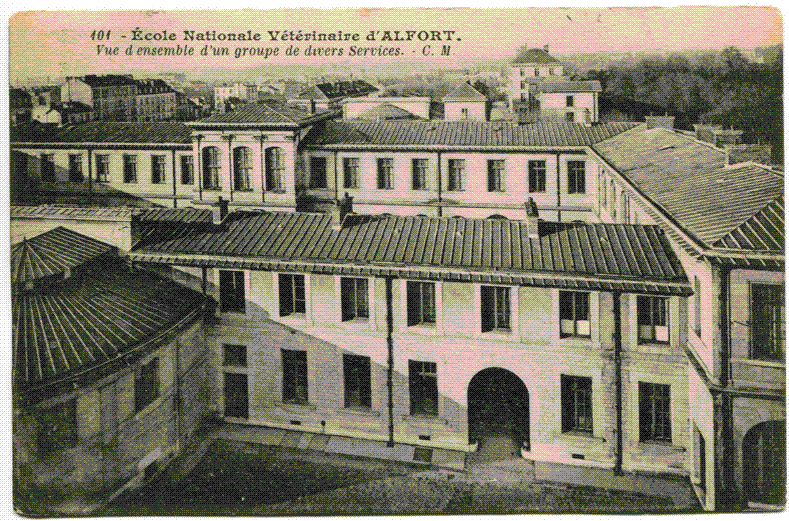
École vétérinaire d'Alfort.

En 1801, pendant la Première République, le concours est introduit à l'école de Lyon.
Sous Napoléon Ier, à la suite de la réforme des études résultant du décret impérial du 15 janvier 1813 sur l'enseignement et l'exercice de l'Art vétérinaire, les artistes-vétérinaires prennent de nouveaux titres. En effet, ce décret institue cinq écoles (Alfort, Lyon, Turin, Aix-la-Chapelle et Zutphen), dont trois en dehors des frontières actuelles qui forment en trois ans au diplôme de maréchal-vétérinaire. La poursuite par deux ans d'étude à l'école d'Alfort permet ensuite d'obtenir le titre de médecin-vétérinaire. Les écoles vétérinaires sont alors divisées en deux classes, l'école d'Alfort étant la seule de première classe. Le titre d'artiste-vétérinaire est alors réservé aux maréchaux-ferrants et aux maîtres de poste ayant obtenu un agrément départemental par le préfet.
En 1825, l'ordonnance du 6 juillet du roi Charles X met fin à ce système et crée l'école nationale vétérinaire de Toulouse (ENVT). Il y a alors 3 écoles vétérinaires (Lyon, Alfort et Toulouse), celles de Turin, Aix-la-Chapelle et Zutphen n'étant plus en territoire français depuis le traité de Paris de 1815 qui redéfinit les frontières. À partir de l'ordonnance du 1er septembre, la situation est unifiée avec un diplôme, celui de vétérinaire, associée à quatre ans d'étude.
En 1881 un décret élève de 6 à 15 le nombre d'enseignants par école.
En 1893, Marie Kapsevitch, une Russe d'origine ukrainienne, est la première femme à obtenir l'autorisation d'entrer officiellement comme élève à l'École nationale vétérinaire d'Alfort. Elle obtient son diplôme le 23 juillet 1897, devenant ainsi la première femme diplômée de l'école et la première femme diplômée en médecine vétérinaire en France.

### XXesiècle
En 1979, sous la présidence de Valéry Giscard d'Estaing, une 4e école voit le jour : l'école nationale vétérinaire de Nantes (ENVN).
En 1994, sous la présidence de François Mitterrand, une cinquième année d'école est ajoutée au cursus conduisant à un total de six années d'études.

### XXIesiècle

#### Années 2000
En 2001, l'internat est créé dans les ENV, et ne concerne initialement que les écoles de Lyon et d'Alfort.
En 2003, les CPGE BCPST (prépas agro) fusionnent avec les classes préparatoires aux écoles nationales vétérinaires, ce qui permet une plus grande variété de débouchés à l'issue de cette préparation. La durée de préparation au concours vétérinaire est donc mécaniquement portée à deux ans à partir des concours de 2005.
En 2005, pour contrer l'allongement de la durée des études en CPGE établie en 2003, la durée des études en ENV est ramenée à quatre ans, rétablissant une durée totale de six ans d'études.
En 2007, la Direction Générale de l'Enseignement et de la Recherche (DGER) allonge de nouveau le cursus de formation au sein des ENV à cinq ans pour satisfaire la Commission européenne et l'Association européenne des établissements d'enseignement vétérinaire demandant une durée des études de cinq ans. En effet, les deux années de classe préparatoire sont reconnues au niveau français mais sont mal reconnues au niveau européen, malgré les 120 crédits ECTS associés.
En 2008, est émise l'idée d'augmenter le nombre d'élèves à l'entrée des écoles vétérinaires, via le rapport Attali. Ce rapport stipule que « Le nombre de vétérinaires en France est très nettement inférieur à la moyenne européenne, alors que notre cheptel est le deuxième dans l'Union européenne. […] Il manque 2 000 à 4 000 vétérinaires en France. » Il s'agirait pour ses rédacteurs de passer de la logique du concours, à une logique d'un examen qui sanctionnerait des connaissances et une pratique et donc de définir un niveau d'étude de qualité et non pas un nombre limité d'étudiants.
Un projet a évoqué la perspective qu'à partir de septembre 2010, 50 étudiants sélectionnés sur dossier pourraient suivre 4 années de formations post-bac à l'Institut polytechnique LaSalle Beauvais, une école privée, avant de suivre les 3 dernières années dans une école vétérinaire. Ce projet, très critiqué par la profession, n'a pas vu le jour, malgré le feu vert du ministre de l'Agriculture Michel Barnier.

#### Années 2010
En 2010, deux fusions d'écoles ont lieu au 1er janvier :
- L'École nationale vétérinaire de Nantes s'unit à l'école nationale d'ingénieurs des techniques des industries agricoles et agroalimentaire pour former Oniris, l'École nationale vétérinaire, agroalimentaire et de l'alimentation, Nantes-Atlantique[22].
- L'ENVL s'unit à l'école nationale d'ingénieurs des travaux agricoles de Clermont-Ferrand pour former VetAgro Sup, l'Institut d'enseignement supérieur et de recherche en alimentation, santé animale, sciences agronomiques et de environnement[23].

La création d'un 5e pôle de formation vétérinaire à Metz a été envisagé et étudié par le ministre de l'Agriculture Bruno Le Maire, sur le site désaffecté de la base aérienne de Frescaty. Les scénarios envisagés étaient de créer une cinquième ENV, de créer un pôle de mutualisation pour les 4 ENV, d'associer ce site de Metz à l'ENV d'Alfort, ou bien de ne pas créer ce 5e pôle et de renforcer les écoles existantes. C'est cette dernière option qui a finalement été choisie.
En 2013, le numerus clausus du concours augmente de 80 places (60 pour le concours A BCPST, 20 pour le concours C), passant à 548 places. Ce numerus clausus était en baisse depuis plusieurs années, or les vétérinaires arrivant sur le marché du travail en France étaient à plus de 40 % formés à l'étranger depuis 2008. La DGER justifie cette mesure par la volonté d'endiguer la migration d'étudiants français vers d'autres pays européens, comme l'Espagne ou la Belgique, et de former davantage d'étudiants en France. L'augmentation des places au concours C a pour but affiché de former davantage d'étudiants proches du milieu rural et donc supposés plus enclins à exercer en médecine des animaux de production, ce qui permettrait de compenser le manque de vétérinaires dans cette filière. Cette mesure a notamment été décriée par les ENV qui n'ont vu aucune augmentation de leurs moyens financiers et humains pour former ces 17 % d'étudiants supplémentaires, et par certains vétérinaires qui y voient une augmentation de la concurrence et donc une baisse de leur revenus.
En 2015, le concours A est réformé afin de prendre en compte la réforme des programmes du lycée survenue depuis 2010. Les programmes des matières de BCPST ont été remaniés et les épreuves ont aussi été modifiées. Le concours E est créé. L'organisation de l'internat et le statut des internes sera précisé. Le 1er ministre Manuel Valls refuse la proposition de la métropole d'Amiens de créer une école vétérinaire dans cette ville, portée par l'institut LaSalle Beauvais et soutenue par la région.
En 2016, le concours B est lui aussi réformé.

#### Années 2020
En 2021, une nouvelle voie d'accès post-bac est créée. Chacune des 4 écoles vétérinaires offre un certain nombre de places aux lycéens qui sont sélectionnés par le biais d'un concours commun aux quatre écoles. Le concours s'effectue via la plateforme nationale Parcoursup et se décompose en deux phases. La première est la phase d'admissibilité, elle correspond à une sélection sur dossier. Ensuite, les candidats admissibles passent 7 oraux de 10 minutes portant chacun sur un thème précis. En 2021, 160 étudiants sont recrutés juste après le bac sur l'ensemble des 4 écoles. Cette réforme a pour principaux objectifs de diversifier l'origine sociale et territoriale des étudiants vétérinaires, d'augmenter le nombre de vétérinaires ruraux, et de diminuer la durée des études pour se rapprocher de la moyenne européenne.
Ce changement a des conséquences sur la suite du cursus. En effet, les étudiants recrutés après le bac suivront une Première Année Commune aux ENV, qui correspond désormais à la première année des études vétérinaires. Les années 1 à 5 d'avant la réforme deviennent les années 2 à 6 d'après la réforme. Ainsi, les étudiants admis par le biais de n'importe quelle autre voie intègre la deuxième année des études vétérinaires.
L'ouverture d'un cinquième établissement dispensant la formation en médecine vétérinaire est annoncée pour la rentrée 2022. Privé, le cursus est assuré par l'Institut polytechnique UniLaSalle sur le campus de Rouen après un recrutement post-bac. 
Il existe également un projet d'ouverture d'une nouvelle école publique à Limoges ; initié en 2020 par Alain Rousset, président de la région Nouvelle-Aquitaine,, et porté par les élus locaux, il se concrétise par une mission du ministère de l'Agriculture dont les conclusions sont attendues pour décembre 2023, l'objectif étant de commencer par l'accueil des étudiants en stage de sixième année avant d'envisager l'implantation de l'établissement. Le rapport, finalement rendu public fin 2024, contient un avis négatif sur la perspective d'une cinquième école à Limoges.

## Admission aux écoles vétérinaires françaises
L'entrée en école vétérinaire publique se fait via un concours national commun aux quatre écoles, accessible soit après deux ou trois ans d'études scientifiques (selon la voie du concours choisie), soit directement après un baccalauréat général. Le nombre exact de places est fixé tous les ans par la DGER du ministère de l'Agriculture, il était de 806 places en 2021 pour l'ensemble des quatre écoles. Le concours est organisé par le Service des concours agronomiques et vétérinaires. Le nombre de présentations au concours est limité à deux par personne, toutes voies d'entrée confondues. À noter que le concours post-bac n'est compté comme une présentation que si le candidat est admissible. Il y a sept concours d'entrée nommés Post-bac, A BCPST, A TB, B, C, D et E. À l'issue de ces concours les admis formulent leurs vœux d'intégration dans les quatre écoles par ordre de préférence, les places sont ensuite pourvues par ordre de mérite.
En ce qui concerne l'établissement privé, le recrutement s'effectue via un concours post-bac qui, comme pour le concours post-bac des écoles publiques, se déroule sur Parcoursup en deux phases, une d'admissibilité et une d'admission. La phase d'admissibilité est une sélection sur dossier tandis que la phase d'admission comporte des entretiens oraux et des épreuves pratiques individuelles et en équipe. À la rentrée 2022, 120 étudiants intègreront la première année de cette formation.

### Concours Post-bac
Le concours commun post-bac est accessible après la classe de terminale générale et permet d'accéder à la première année commune aux Écoles nationales vétérinaires. Même si aucune spécialité n'est exigée pour se présenter au concours, suivre des enseignements de spécialité scientifiques est recommandé. Le concours s'effectue via la plateforme nationale Parcoursup et se décompose en deux phases. La première est la phase d'admissibilité, elle correspond à une sélection sur dossier. Ensuite, les candidats admissibles passent sept oraux de dix minutes portant chacun sur un thème précis.
En 2021, 160 places étaient réservées à cette voie, soit 40 pour chaque école. Le taux de réussite était d'environ 3 %.

### Concours A BCPST
La classe préparatoire aux grandes écoles, filière BCPST (Biologie, Chimie, Physique, Sciences de la Terre), ouverte aux étudiants ayant un baccalauréat à dominante scientifique (anciennement le Baccalauréat scientifique), permet de se présenter au concours A BCPST et d'intégrer la deuxième année des études vétérinaires. Elle est accessible après une sélection sur dossier prenant en compte les bulletins trimestriels des classes de première et de terminale.
Ces deux années de formation ne sont pas spécifiques à la formation des vétérinaires. En effet elles permettent également de présenter d'autres concours d'entrée, dans des écoles d'ingénieurs en agronomie, agroalimentaire, horticulture, géologie, environnement, microbiologie, chimie et physique, ainsi que dans les écoles normales supérieures (filière biologie ou géologie). Tous les étudiants reçoivent donc une formation poussée dans des domaines variés, n'ayant pas nécessairement de rapport direct avec la médecine vétérinaire, comme la biologie végétale, la physique-chimie, la géologie, ou les mathématiques.
Tous les ans, un peu moins de la moitié des étudiants admis au concours A BCPST ont dû le présenter deux fois et donc suivre trois années d'études en classe préparatoire.
Ce concours est celui qui propose le plus de places, il en proposait 462 en 2021. Le taux de réussite est d'environ 23 %,.

### Concours A TB
Le concours A TB est ouvert aux étudiants ayant un baccalauréat STL ou STAV et inscrits dans une classe préparatoire aux grandes écoles en filière TB (Technologie et Biologie). Il permet d'intégrer la deuxième année des études vétérinaires.
En 2021, onze places étaient réservées à cette voie.

### Concours B L3 Sciences de la Vie
Le concours B est ouvert aux étudiants inscrits en 3e année (L3) de licence (générale ou professionnelle) dans la filière Sciences de la Vie. L'année de L3 doit alors être validée pour permettre l'intégration dans une école. Ce concours est également ouvert aux personnes déjà titulaires de ce diplôme. Le concours B permet d'intégrer la deuxième année des études vétérinaires.
Certaines universités proposent une formation complémentaire aux étudiants de première et deuxième année de licence pour préparer ce concours, cette formation consiste très souvent en des cours supplémentaires permettant d'étudier les parties du programme du concours qui ne sont pas étudiées en licence ainsi que des stages intensifs de préparation aux épreuves écrites et orales. Ces formations complémentaires offrent un nombre de places restreint.
Environ les trois-quarts des places de ce concours sont décrochées chaque année par des étudiants issus de trois universités : Paris VI, Paris XI et Toulouse III. Ces universités sont celles qui présentent le plus d'étudiants au concours.
En 2021, 68 places étaient réservées à cette voie.

### Concours C BUT et BTS
Le concours C est ouvert aux titulaires de certains BUT (Bachelor universitaire de technologie), de certains BTS (Brevet de technicien supérieur) ou d'un BTSA (Brevet de technicien supérieur agricole) et permet d'intégrer la deuxième année des études vétérinaires.
En 2021, 95 places étaient réservées à cette voie.

### Concours D Master
Le concours D est ouvert aux personnes ayant validés un niveau bac+5 dans un domaine biologique ou médical, comme les titulaires d'un master ou d'un doctorat en biologie, d'un diplôme d'État de docteur en médecine, en pharmacie, ou en chirurgie dentaire, d'un diplôme d'ingénieur agronome ou encore d'un diplôme d'état de sage-femme. Il permet d'intégrer la deuxième année des études vétérinaires.
En 2024, quatre places étaient réservées à cette voie.

### Concours E Écoles Normales Supérieures
Le concours E est ouvert aux personnes étudiant en première année à l'ENS Lyon ou à l'ENS Cachan et ayant été admises dans une école vétérinaire sur liste principale de la voie A du concours, l'année précédente. Il consiste en un entretien avec le jury et permet d'intégrer la deuxième année des études vétérinaires. Cette voie permet aux étudiants d'effectuer un double cursus entre les Écoles normales supérieures (ENS) et les Écoles nationales vétérinaires (ENV).
En 2021, six places étaient offertes pour cette voie, trois pour l'ENVA et trois pour VetAgro Sup,.

## Déroulement des études en ENV

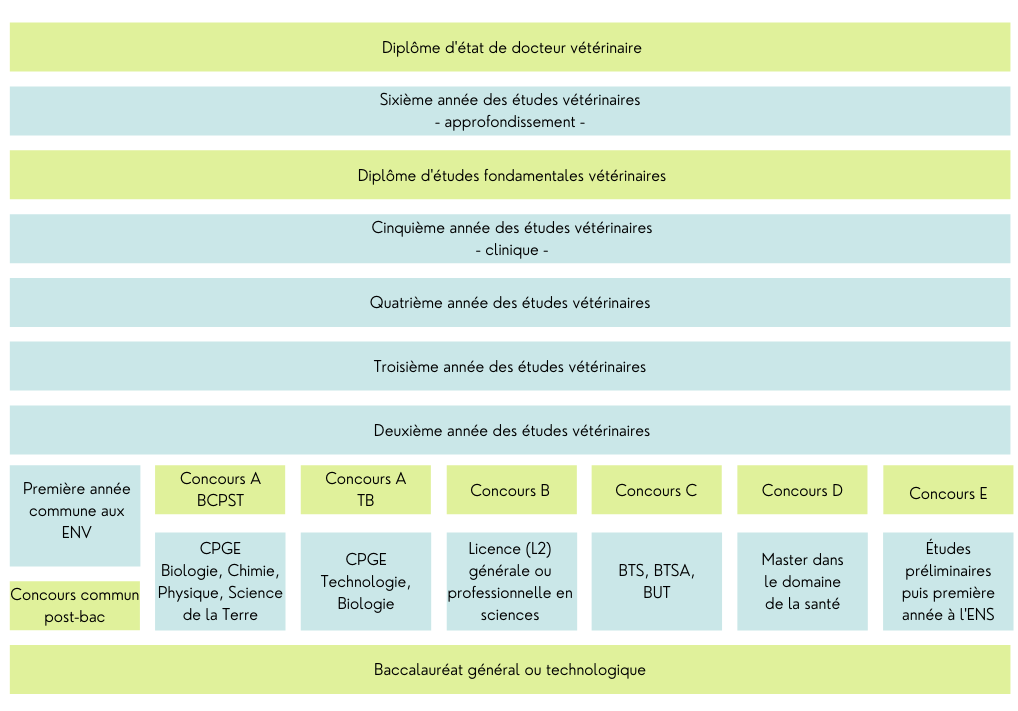
Schéma des études vétérinaires en France. Attention, la hauteur des cases n'est pas proportionnelle à la durée des études.

En France, il existe quatre établissements formant les vétérinaires :
- l'École nationale vétérinaire d'Alfort
- VetAgro Sup Lyon
- Oniris Nantes
- l'École nationale vétérinaire de Toulouse

Tous ces établissements sont publics et dépendent du ministère de l'Agriculture. 640 étudiants en sont diplômés chaque année, chaque promotion étant composée de 160 étudiants. Il est prévu à partir de 2025 de diplômer 720 étudiants chaque année.
Le seul classement existant de ces écoles est donné indirectement par le rang des derniers appelés à l'issue du concours d'entrée. Ce classement ne traduit que la cote des écoles auprès des étudiants réussissant ce concours, celle-ci étant changeante. Les écoles de Lyon et d'Alfort ont ainsi été, entre 2005 et 2014, les deux écoles qui ont joui d'un plus grand prestige auprès de ces étudiants. Cela peut s'expliquer par l'ancienneté de ces écoles qui ont été fondées au XVIIIe siècle, par opposition aux écoles de Toulouse et de Nantes, plus récentes et donc ayant moins imprégné l'imaginaire collectif. Cependant, dès 2013 le rang du dernier intégré à l'école d'Alfort régresse, et en 2015, les deux écoles qui ont été les plus prisées sont Lyon et Nantes.
La durée des études au sein de ces écoles vétérinaires est de 5 ans (6 ans si réussite au concours post-bac). Les frais d'inscription sont les mêmes dans chaque école et sont fixés tous les ans par arrêté interministériel du ministère de l'Agriculture (DGER) et du secrétariat d'État au Budget (direction du Budget). Pour l'année universitaire 2020/2021 ils étaient de 2 531 € pour les étudiants non-boursiers et gratuits pour les étudiants boursiers.

### Diplôme d'État de docteur vétérinaire

#### Première année commune aux ENV (PACE)
Cette année ne concerne que les étudiants admis par le concours post-bac. Le programme est composé de plusieurs thèmes. Par exemple, les étudiants suivront des cours de biologie, physique-chimie, mathématiques, anglais ainsi que des enseignements plus spécifiques au métier de vétérinaire tels que l'éthique ou l'anatomie. Les étudiants ne passent pas de concours à l'issue de cette année. Sous réserve de réussite, ils passent en deuxième année d'études vétérinaires et rejoignent les autres étudiants recrutés par les autres voies.

#### Deuxième à cinquième année d'études vétérinaires: tronc commun

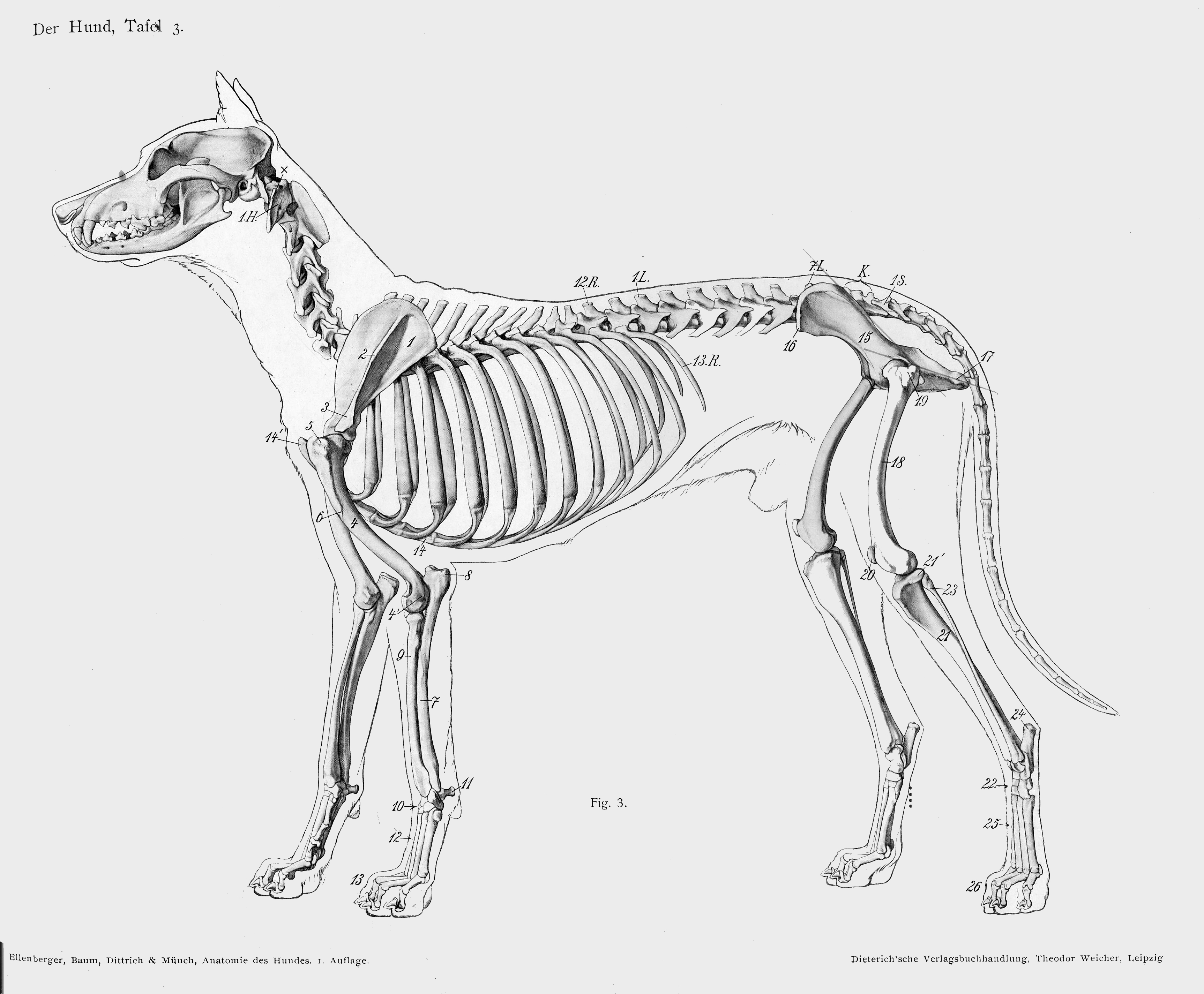
Planche anatomique, ostéologie du chien.

La formation commune à tous les futurs vétérinaires dure 4 ans, divisés en 8 semestres. Les années 2 à 4 sont plutôt théoriques, la cinquième année est davantage clinique. Ce tronc commun est sanctionné par le diplôme d'études fondamentales vétérinaire (DEFV), conférant le grade de master.
Lors des années 2 à 4, les futurs vétérinaires étudient de très nombreuses matières. Parmi celles-ci on trouve des disciplines décrivant l'état et le fonctionnement normal de l'organisme, comme l'anatomie, l'histologie, la physiologie et l'immunologie ; des disciplines décrivant les agents pathogènes, comme la bactériologie, la virologie, la parasitologie et la mycologie ; des disciplines traitant du fonctionnement pathologique de l'organisme, comme l'anatomie pathologique et la physiopathologie ; des disciplines permettant la compréhension des mécanismes et des caractéristiques des maladies, comme l'infectiologie et la pathologie ; des disciplines pratiques, comme la propédeutique et la chirurgie ; des disciplines axées sur l'aide au diagnostic et le traitement, comme l'imagerie médicale, la biologie clinique et la pharmacologie ; ainsi que des disciplines consacrées à des appareils particuliers comme l'ophtalmologie, la dermatologie, la rhumatologie et la thériogénologie (gynécologie et obstétrique).
Des matières secondaires sont aussi étudiées, mais cela peut varier d'une école à l'autre. Parmi ces matières on retrouve : la bromatologie, la génétique, les statistiques, la chimie analytique (spectrométrie de masse, IR, RMN), les biotechnologies de la santé, l'ethnologie (domestication, races animales), l'écologie scientifique, la législation vétérinaire, la gestion, le logement des animaux d'élevage, la qualité et la sécurité des denrées alimentaires, les productions porcines, avicoles, cunicoles et piscicoles, ainsi que l'anglais, voire parfois d'autres langues vivantes.
Lors de la 5e année, les étudiants effectuent des rotations cliniques dans les différents services du CHU vétérinaire de leur école, jours et nuits et tous les jours de l'année, sauf l'été.

#### Sixième année: approfondissement
La dernière année est une année d'approfondissement qui permet aux étudiants de mieux connaître un domaine en particulier. Cette année d'approfondissement ne doit pas être confondue avec une spécialisation, qui intervient après les études menant au diplôme d'État de docteur vétérinaire. Il existe des approfondissements dans des filières cliniques et dans des filières non-cliniques. C'est seulement après cette dernière année que les étudiants peuvent obtenir leur diplôme d'État de Docteur vétérinaire et exercer en tant que vétérinaire.

##### Filières cliniques
Les filières cliniques existant dans les quatre écoles sont : animaux de compagnie, animaux de production, et équidés. Les écoles de Lyon et d'Alfort proposent en plus des filières mixtes permettant d'approfondir deux des filières précitées à la fois. Durant cette dernière année les étudiants doivent préparer leur thèse d'exercice, suivre des cours, effectuer des rotations cliniques et un stage de longue durée,,. Pour ces filières l'année se termine par la soutenance d'une thèse d'exercice conférant le titre professionnel de docteur vétérinaire (à différencier de la thèse de doctorat conférant le grade de docteur).
Cette thèse d'exercice est soutenue devant un jury composé d'un président, professeur dans une faculté de médecine, et de deux assesseurs, enseignants-chercheurs dans une école vétérinaire (dont le directeur de thèse). La seule obligation pour le sujet de thèse est d'être approuvé par le directeur de l'UFR de médecine dans laquelle la thèse est présentée. Les sujets de thèse sont majoritairement médicaux, mais certaines thèses d'exercice traitent de sujets sociologiques,,, culturels,,, en rapport avec le monde vétérinaire, l'élevage, la faune sauvage, la cause animale, etc. À l'issue de cette cinquième année clinique et la soutenance de la thèse d'exercice, les étudiants se voient décerner le diplôme d'État de docteur en médecine vétérinaire. Ce diplôme n'est pas équivalant au diplôme national de doctorat et ne confère pas le grade universitaire de docteur (correspondant au standard international du PhD).

##### Filières non cliniques
L'approfondissement peut aussi de faire dans une filière non-clinique : santé publique vétérinaire, recherche, ou industrie. Cependant ces formations peuvent également être choisies après une cinquième année en filière clinique (et une expérience professionnelle de vétérinaire pour la filière santé publique). La filière santé publique vétérinaire s'obtient sur concours et implique d'étudier ensuite deux ans à VetAgro Sup Lyon pour devenir inspecteur de santé publique vétérinaire.
Les filières recherche et industrie, impliquent que les étudiants effectuent leur cinquième année à l'université afin de valider une deuxième année de master. Ce master peut ouvrir au diplôme national de doctorat. L'approfondissement industrie concerne principalement les étudiants souhaitant travailler dans des laboratoires pharmaceutiques vétérinaires ou dans des entreprises produisant de la nourriture pour animaux.

### Spécialisation

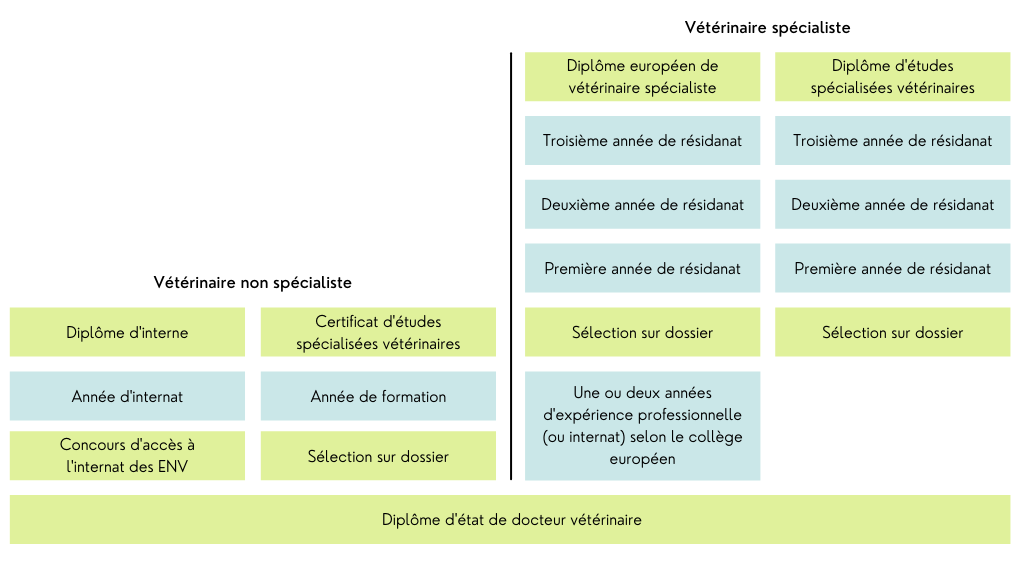
Schéma des études vétérinaires spécialisées en France

Par la suite, il est possible d'effectuer une spécialisation. L'internat seul ne confère pas le titre de vétérinaire spécialiste. Le certificat d'études approfondies vétérinaires (CEAV) est une formation d'un an qui spécialise un peu plus le vétérinaire sans pour autant lui accorder le titre de vétérinaire spécialiste.
Le résidanat mène au diplôme européen de vétérinaire spécialiste (DEVS) qui est reconnu au niveau international, ou au diplôme d'études spécialisées vétérinaires (DESV) qui n'est reconnu qu'au niveau français. Ce sont uniquement ces deux diplômes qui permettent de se prévaloir du titre de vétérinaire spécialiste en France.

#### Internat
L'internat dure un an et peut se faire dans l'un des trois domaines suivants : animaux de compagnie, équidés, animaux de production. Le nombre total d'années d'études supérieures est donc au minimum de 7 ans pour obtenir ce diplôme. Il s'agit d'une formation clinique généraliste (médecine interne, chirurgie, soins intensifs, anesthésie, imagerie, ophtalmologie etc.) de haut niveau qui permet l'obtention du diplôme national d'interne des écoles vétérinaires françaises. Ce diplôme seul ne confère pas le titre de vétérinaire spécialiste. Il est néanmoins indispensable pour obtenir le DEVS par la suite.
Cette formation est accessible après réussite au concours de l'internat des ENV, dont le nombre de places est fixé régulièrement par la DGER du ministère de l'Agriculture. En 2021 il était de 127, dont 82 en animaux de compagnie, 29 en équidés et 16 en animaux de production, réparties de manière homogène entre les quatre ENV.
Les internes en médecine vétérinaire sont indemnisés.
Il est également possible d'effectuer un « internat » officieux dans une structure vétérinaire privée, l'interne est alors salarié, la formation suivie est variable selon la structure et ne permet pas d'obtenir de diplôme. Cette période de formation-travail n'est pas reconnue par l'Ordre des vétérinaires qui qualifie dans ce cas l'appellation d'« internat privé » de « mensongère ». En revanche certains de ces internats, effectués au sein de centres hospitaliers vétérinaires sous la houlette de spécialistes européens, sont diplômants et reconnus par les instances européennes (EBVS).

#### Résidanat
Pendant ses 3 années de résidanat, le vétérinaire prépare un diplôme conférant le titre de vétérinaire spécialiste. Ce diplôme peut être français : le DESV (diplôme d'études spécialisées vétérinaires) ou européen : le DEVS (diplôme européen de vétérinaire spécialiste).
Il existe à ce jour 23 spécialités vétérinaires reconnues par la loi française associées au titre de vétérinaire spécialiste :
- anatomie pathologique vétérinaire ;
- chirurgie des animaux de compagnie ;
- chirurgie équine ;
- dermatologie vétérinaire ;
- élevage et pathologie des équidés ;
- gestion de la santé des bovins ;
- gestion de la santé et de la qualité en productions avicoles ;
- gestion de la santé et de la qualité en production laitière ;
- gestion de la santé et de la qualité en production porcine ;
- imagerie médicale vétérinaire ;
- médecine du comportement des animaux domestiques ;
- médecine interne des animaux de compagnie ;
- médecine interne des animaux de compagnie, option cardiologie ;
- médecine interne des équidés
- neurologie vétérinaire ;
- nutrition clinique vétérinaire ;
- ophtalmologie vétérinaire ;
- pathologie clinique vétérinaire ;
- santé et productions animales en régions chaudes ;
- santé publique vétérinaire - sciences des aliments ;
- santé publique vétérinaire - médecine des populations ;
- sciences et médecine des animaux de laboratoire ;
- stomatologie et dentisterie vétérinaires[60].

Le résidanat en médecine vétérinaire est rémunéré, comme toute formation de 3e cycle. Le salaire varie en fonction de la structure d'accueil et de l'année de formation.

##### Diplôme d'études spécialisées vétérinaires (DESV)
Le DESV est un diplôme délivré par le ministère de l'Agriculture, se réalisant en 3 ans (le résidanat). Il ne nécessite pas d'avoir fait une année d'internat au préalable. Le nombre total d'années d'études supérieures est donc au minimum de 9 ans pour obtenir ce diplôme. Il est sanctionné par un examen à la fin de la formation. Il peut aussi être délivré par validation des acquis de l'expérience. Cette voie nationale est de moins en moins suivie au profit de la voie européenne (DEVS).
L'ENVA permet d'obtenir les DESV en anatomie pathologique, chirurgie des animaux de compagnie, élevage et pathologie des équidés, cardiologie, médecine interne des animaux de compagnie, ophtalmologie, et sciences de l'animal de laboratoire. Oniris permet d'obtenir les DESV en anatomie pathologique, dermatologie, élevage et pathologie des équidés, et médecine interne des animaux de compagnie. VetAgro Sup permet d'obtenir les DESV en chirurgie des animaux de compagnie, élevage et pathologie des équidés, médecine interne des animaux de compagnie, sciences de l'animal de laboratoire et anatomie pathologique. L'ENVT permet d'obtenir le DESV d'anatomie pathologique.
Le DESV, délivré « à vie », n'est donc pas à revalider régulièrement ce qui nuit à sa reconnaissance internationale et ne permet pas à ses titulaires d'avoir le titre de spécialiste à l'étranger. Ce manque d'attractivité explique pourquoi la plupart des étudiants peuvent opter pour un résidanat au lieu du DESV s'ils doivent choisir entre ces 2 formations, afin d'obtenir le titre de spécialiste européen ou américain.
Néanmoins, dans certains cas, comme celui de l'anatomie pathologique vétérinaire, le résidanat peut être effectué dans le cadre du DESV, ce qui permet de passer l'examen européen quelques mois après la réussite aux examens du DESV. L'encadrement rigoureux de la progression du résident par le programme du DESV peut alors être un atout améliorant fortement les chances de réussite à l'examen européen.

##### Diplôme européen de vétérinaire spécialiste (DEVS)
Le DEVS se réalise en 4 ans, car il nécessite d'avoir fait une année d'internat (public ou privé) avant le résidanat. Le nombre total d'années d'études supérieures est donc au minimum de 10 ans pour obtenir ce diplôme. Le nombre de places offertes chaque année dépend des vétérinaires spécialistes disponibles pour encadrer les résidents. Un spécialiste ne peut encadrer qu'un seul résident à la fois.
Celui-ci peut alors être effectué au sein d'un établissement d'enseignement vétérinaire français ou européen mais aussi dans des structures privées ayant reçu l'agrément du Comité européen de spécialisation vétérinaire (ou EBVS, de l'anglais European Board of Veterinary Specialisation).
Le résident exerce la discipline de spécialité conjointement avec son superviseur responsable, lui-même vétérinaire spécialiste, il présente régulièrement des cas cliniques traités devant l'équipe d'encadrement et, lorsque le résidanat est effectué dans une structure d'enseignement, il aide à l'enseignement pratique et clinique des étudiants en formation initiale et des internes. Il doit par ailleurs lire et synthétiser des articles scientifiques (participation au Journal Club) et participer à deux publications minimum dans des revues internationales à comité de lecture (généralistes ou vétérinaires).
Après réussite à l'examen, le vétérinaire devient membre d'un collège européen de l'EBVS correspondant à sa spécialité. Le diplôme remis, valable dans toute l'Union européenne, est reconnu par la loi française depuis 2009 pour la plupart des spécialisations. Cependant, certains collèges européens ne correspondent pas à des spécialités reconnues en France, c'est le cas en reproduction animale, en gestion de la santé des petits ruminants, en anesthésie et analgésie, en pharmacologie et toxicologie, en parasitologie et en médecine zoologique.
Les spécialistes vétérinaires européens doivent faire recertifier leur diplôme tous les 5 ans.

## Classement international des écoles vétérinaires
Aucune des quatre écoles nationales vétérinaires françaises n'est présente en 2019 dans le classement des 50 meilleures écoles vétérinaires mondiales établi selon des critères de réputation académique (enquêtes auprès des universitaires et du corps professoral), d'employabilité des diplômés et d'impact de la recherche (publications dans la base de données Scopus), par le QS World University Rankings,.

## Professions accessibles

### Vétérinaire clinicien
Le vétérinaire clinicien doit continuer à se former une fois entré dans la vie professionnelle. Il peut le faire grâce aux formations continues dispensées par les structures de formation professionnelle agréées par le CFCV (Comité de la Formation Continue Vétérinaire), en assistant à des conférences et à des colloques, ainsi qu'en s'abonnant à des périodiques de formation continue en médecine vétérinaire.
Certaines formations sont diplômantes, c'est le cas des CEAV (certificat d'études approfondies vétérinaires), des CES (certificat d'études supérieures), des DE (diplôme d'école) et des DIE (diplôme inter-écoles). Ces formations concernent des domaines divers comme les productions avicoles et cunicoles, la production porcine, l'ostéopathie vétérinaire, la pathologie apicole en apiculture, ou encore la réhabilitation de la faune sauvage, par exemple.

### Vétérinaire chercheur
Le docteur vétérinaire peut poursuivre ses études par une thèse de doctorat (différente de la thèse d'exercice) afin d'obtenir un doctorat après 3 ans d'études. Il peut ensuite intégrer, par exemple, un organisme de recherche français comme l'ANSES, l'INRAE, le CIRAD, le CNRS ou l'INSERM, un organisme de recherche étranger ou bien une unité de recherche à l'Université ou au sein d'une école vétérinaire.

### Inspecteur de santé publique vétérinaire
Le corps des inspecteurs de santé publique vétérinaire (ISPV) est corps technique d'encadrement supérieur de la haute fonction publique d’État à vocation interministérielle. L'accès à ce corps de hauts fonctionnaires est possible pour les étudiants des écoles nationales vétérinaires en fin de cursus et les vétérinaires diplômés, après concours.
Les inspecteurs de santé publique vétérinaire sont des acteurs majeurs des politiques agricole, alimentaire et sanitaire. Ils assurent également la plus grande partie de l’encadrement des services vétérinaires français, qui sont constitués de vétérinaires, d’ingénieurs, de techniciens supérieurs, de préposés et de personnels administratifs.

## Démographie et sociologie
Les origines sociales et territoriales des étudiants vétérinaires sont plutôt homogènes. Il s'agit d'étudiants issus le plus souvent de grandes métropoles et de milieux aisés. Des mesures sont prises pour diversifier le profil des étudiants. La voie d'accès post-bac doit permettre aux lycéens réticents à s'engager dans une classe préparatoire d'intégrer directement une école vétérinaire. Elle a aussi pour objectif de diversifier l'origine géographique des étudiants. Enfin, les boursiers sont exonérés des droits d'inscription et de la Contribution à la vie étudiante et de campus (CVEC).
En 2020, 52 % des vétérinaires en France étaient des femmes. Elles représentaient 45 % des vétérinaires en 2013. La part de femmes dans la profession est donc en augmentation. Les femmes représentaient 51 % des étudiants dans les écoles vétérinaires.